# U-461
U-461 je bila nemška vojaška podmornica Kriegsmarine, ki je bila dejavna med drugo svetovno vojno.

## Zgodovina
Podmornico je 30. julija 1943 potopilo avstralsko letalo; umrlo je 53 članov posadke in preživelo jih je petnajst.

## Poveljniki
| Poveljniki |                                    |                        |                                 |
| Št.        | Čin                                | Ime                    | Poveljstvo                      |
| 1.         | Kapitanporočnik (Kapitänleutnant)  | Hinrich-Oscar Bernbeck | 30. januar - 21. april 1942     |
| 2.         | Kapitan korvete (Korvettenkapitän) | Wolf-Harro Stiebler    | 22. april 1942 - 30. julij 1943 |

## Tehnični podatki
| Kategorije                                    | Podatki           |
| --------------------------------------------- | ----------------- |
| Teža (t): na površju pod površjem polna Teža  | 1.668 1.932 2.300 |
| Dolžina (m) - tlačni trup (m)                 | 67,1 - 47,51      |
| Širina (m) - tlačni trup (m)                  | 9,35 - 4,9        |
| Izpodriv (m)                                  | 6,51              |
| Višina (m)                                    | 11,71             |
| Moč (hp): na površju pod podvršjem            | 3.200 750         |
| Hitrost (vozlov): na površju pod podvršjem    | 14,9 6,2          |
| Doseg (milja/vozel): na površju pod podvršjem | 12.350/10 55/4    |
| Posadka                                       | 53-60             |
| Maksimalni potop (m)                          | 240               |